# Erik Andrés Reynoso Márquez
Erik Andrés Reynoso y Márquez, nacido el 14 de diciembre de 1981, es un genealogista, empresario y escritor de origen hispano-portugués.

## Biografía

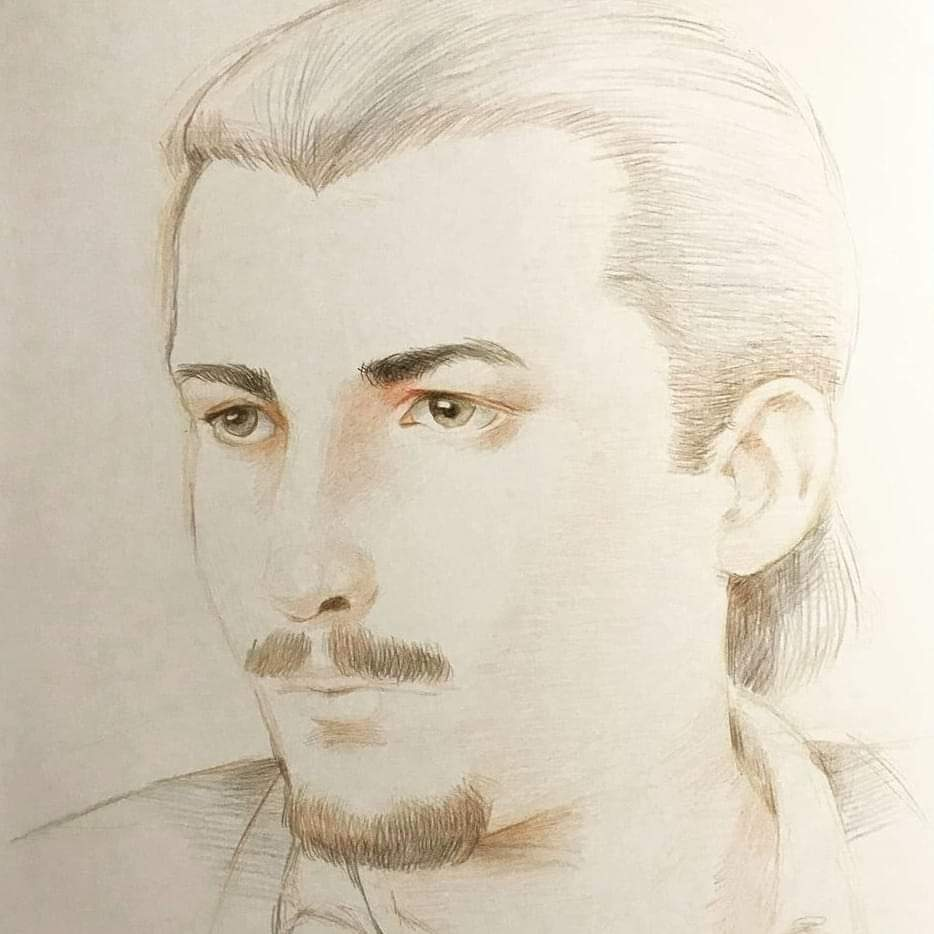
Retrato realizado por la artista digital Hiro Usuda

Reynoso y Márquez nació el 14 de diciembre de 1981 en el seno de una familia de empresarios y connotados políticos siendo descendiente tanto de la familia López-Portillo mediante el licenciado Jesús López-Portillo, como de José Palomar y Rueda, gobernador del Estado de Jalisco y uno de sus más grandes filántropos. Ambos, quintos abuelos del genealogista. Fue iniciado en la genealogía por su tío el erudito mexicano Guillermo Tovar de Teresa y es descendiente directo también del marquesado de Pánuco que fue uno de los principales títulos nobiliarios novohispanos. También es descendiente por línea recta de varón del noble leonés conocido como "el caballero de Villacorta" y de los Reinoso, señores de Autillo de Campos y Reinoso de Cerrato.
Es mejor conocido por sus contribuciones en materia genealógica  e investigaciones acerca de linajes nobiliarios de la península ibérica como los Reinoso  siendo citado por el Instituto Argentino de Ciencias Genealógicas , los Villacorta, Villegas, Goñi y Peralta y otros de nobleza inmemorial, así como aquellos de origen sefardí. El trabajo de Reynoso en materia de linajes castellanos sirvió para que pudiera llevarse a cabo el hermanamiento entre los pueblos castellanos de Autillo de Campos, Reinoso de Cerrato y Husillos, con San Miguel el Alto y Jalostotitlán siendo sus hallazgos indispensables para este efecto dado que previo a la publicación de su obra, se ignoraba por completo la conexión entre esos pueblos 
Las investigaciones de Reynoso sobre Autillo de Campos, realizadas en colaboración con el historiador Marcial de Castro Sánchez —biógrafo del obispo Francisco de Reynoso y Baeza— son un importante ejemplo de cómo la investigación genealógica puede vincular linajes con sus lugares de origen en el presente y de esta forma hermanar pueblos buscando un beneficio mutuo cultural, económico y social. Reynoso logró que por primera vez existiera ese vínculo usando la genealogía como herramienta . 
Citando al pueblo de Autillo de Campos:
"Un día cualquiera aparece un correo en el ordenador de Carlos. Le había escrito un tal Erik Andrés Reynoso. Carlos me lo comunica a mi. Surge una mutua correspondencia por internet y al poco tiempo tenemos la oportunidad de leer un libro escrito por el ingeniero Erik...el libro de Erik Andrés Reynoso se titula “La Casa de Reynoso. Estudio de un linaje castellano”. Tiene 360 páginas que el autor ha colmado de biografías con apellidos “Reynoso”. Erik promueve la idea del hermanamiento en la pedanía de San Miguel el Alto, llamada San José de los Reynoso. Prende la chispa y se difunde de tal manera en estos pueblos del Estado de Jalisco, cuya capital es Guadalajara, que a estas alturas ya existe una comisión que se encarga de conectar con Reinoso de Cerrato, con Autillo y de preparar el acto del hermanamiento". 
De esta manera se logró un histórico hermanamiento mediante la genealogía, el primero realizado de esta forma .
En Japón, Reynoso es miembro de la Asociación Japonesa de Hispanistas, localizada en Tokio.

## Publicaciones
- Reynoso y Márquez, Erik Andrés (2018). La Casa de Reynoso. Estudio de un linaje castellano. ISBN 978-1985572751.
- Reynoso y Márquez, Erik Andrés y Rodrigo Guillermo (2024). El linaje de los Temiño. ISBN 979-8338098653.
- Reynoso y Márquez, Erik Andrés (2024). Los Villegas y Goñi y Peralta "De los mejores de conquista y población de esta Nueva España. ISBN 979-8304838351.

Sus obras forman parte de la biblioteca de FamilySearch  y de la Real Maestranza de Caballería de Ronda .